# Pyrocalymma
Pyrocalymma is een kevergeslacht uit de familie van de boktorren (Cerambycidae). De wetenschappelijke naam van het geslacht werd voor het eerst geldig gepubliceerd in 1864 door Thomson.

## Soorten
Pyrocalymma omvat de volgende soorten:
- Pyrocalymma dallieri Pic, 1927
- Pyrocalymma pyrochroides Thomson, 1864
- Pyrocalymma thailandensis Hayashi & Villiers, 1994